# Nell'aria c'è
Nell'aria c'è è una raccolta di Umberto Tozzi, pubblicata nel 1989 dalla CGD.

## Descrizione
Contiene i brani già pubblicati nell'album Hurrah, con l'aggiunta di 2 inediti (Aria di lei e Come un carillon) e senza la versione inglese della canzone Hurrah.

## Tracce
1. Nell'aria c'è
2. Maria no
3. E invece sono attimi
4. Aria di lei
5. Come un carillon
6. Ci presentò Ugo
7. Hurrah
8. Fuga in sogno
9. Guardati indietro
10. Tre buone ragioni
11. Non ho che te